# Krummesse
Krummesse là một đô thị thuộc huyện Lauenburg, trong bang Schleswig-Holstein, nước Đức. Đô thị Krummesse có diện tích 3,42 km², dân số thời điểm 31 tháng 12 năm 2006 là 1512 người.